# Manfred Kluge
Manfred Kluge (* 16. Juli 1928 in Unna; † 27. Februar 1971 in Mölln) war ein deutscher Komponist, evangelischer Kirchenmusiker und Musiktheoretiker, der ein eigenes Tonsystem entwickelte. Der geistige Gehalt der Musik war ihm das Wesentliche.

## Leben
Manfred Kluge wurde am 16. Juli 1928 in Unna geboren. 1932 zog die Familie in das damals noch selbständige Harburg südlich von Hamburg um. Er hatte zwei jüngere Brüder. Seine Mutter war Sängerin, sein Vater Musiklehrer am Gymnasium. So bekam er früh eine gründliche musikalische Ausbildung, insbesondere am Klavier, und erhielt zweimal den ersten Preis beim Steinway-Klavierwettbewerb. Erste kompositorische Versuche unternahm er im Alter von neun Jahren.
Prägend waren außerdem die Eindrücke durch das Heranwachsen im Dritten Reich und im Zweiten Weltkrieg. Bewusst nahm er schon als Kind und Jugendlicher wahr, was um ihn herum alltäglich an Angst und Misstrauen herrschte und an Ungutem geschah. Eigene harte Erfahrungen waren die Kinderlandverschickung; der Einsatz als Luftwaffenhelfer, wozu er 1944 sechzehnjährig einberufen wurde; der Tod des Vaters im Krieg; eigene Kriegsgefangenschaft. Mit seinem Leben und Werk wollte er deshalb dazu beitragen, dass ein anderes Deutschland entsteht, in dem es um ethische Werte, die geistigen Dimensionen des Daseins, die Verbindung zum Göttlichen, Liebe und Füreinanderdasein geht. Dies sind auch die Themen seiner Musik.
Nach dem Abitur 1947 studierte er an der Nordwestdeutschen Musikakademie Detmold Klavier bei Conrad Hansen, Chorleitung bei Kurt Thomas und Tonsatz bei Johannes Driessler und Günter Bialas. Nach dem Examen 1950 entschloss er sich, Kirchenmusiker zu werden, und wechselte als Stipendiat der Studienstiftung des deutschen Volkes an die Schleswig-Holsteinische Musikakademie und Norddeutsche Orgelschule in Lübeck. Dort studierte er Klavier bei Gerhard Puchelt, Orgel bei Hans Klotz und Tonsatz bei Jens Rohwer.
1950 heiratete Manfred Kluge seine Mitstudentin, die Pianistin und Cembalistin Nora von Hase. Sie bekamen drei gemeinsame Kinder.
Nach der A-Prüfung 1953 wurde er Kantor und Organist an der evangelischen St.-Martinus-Kirche in Hamburg-Eppendorf. Zwei Jahre später kehrte er an die Schleswig-Holsteinische Musikakademie in Lübeck zurück als Dozent für Tonsatz, Gehörbildung und künstlerisches Orgelspiel. 1957 gab er sein Hamburger Amt auf und wurde Organist und Kantor an St. Aegidien in Lübeck. Dort wirkte er bis 1968, bis zu seiner Berufung als Kirchenmusikdirektor nach St. Jakobi, wo es zwei besonders wertvolle historische Orgeln gibt.
Eigene Orgel- und Chorkonzerte in Deutschland, Skandinavien und Frankreich sowie Rundfunkaufnahmen beim NDR machten Manfred Kluge weithin bekannt.
Ab 1953 veröffentlichte er seine neu entstehenden Kompositionen und wurde auch durch sie schnell sehr bekannt, vor allem durch die Fantasie in drei Rhythmen für Orgel (1956) und die Chorwerke Johanneskonzert (1954) und Messe Maienzeit (1957).
1960 bekam er den Förderpreis des Hamburger Bachpreises, der in diesem Jahr Wolfgang Fortner verliehen wurde.
Als der Lettner der Aegidienkirche renoviert worden war, schrieb er 1962 eins seiner Hauptwerke: Die Kantate De Salvatore Mundi nach Bildern und Inschriften des Lettners für Tenor- und Sopransolo, gemischten Chor und die interessante Instrumentengruppe Harfe, fünf Holzbläser und tiefe Streicher.
1966 erhielt er den Kulturpreis des Landes Schleswig-Holstein.
Auch als Erwachsener nahm Manfred Kluge intensiv an den politischen, sozialen und geistigen Entwicklungen und Ereignissen in der Welt teil. Adenauer-Ära, geteiltes Deutschland, Kalter Krieg, Vietnamkrieg, Ermordung Kennedys. Zu Kennedys Gedächtnis komponierte er z. B. eine Kantate, die schon acht Tage nach Kennedys Tod in St. Aegidien aufgeführt wurde (Text: Gisela Maria Thoemmes). Vielen seiner Studenten und jungen Chormitgliedern half er, sich über ihre Gründe für die Kriegsdienstverweigerung klar zu werden, die geeigneten Worte dafür zu finden und damit erfolgreich zu sein. Als die 68er-Bewegung auch terroristische Seiten zeigte, war er sehr betroffen und unglücklich darüber.
Manfred Kluge stellte sehr hohe Ansprüche an sich selbst. Trotz seiner großen Erfolge als Kirchenmusiker, Komponist, Interpret und Mensch glaubte er, ihnen nicht gerecht zu werden. Seine innere Unruhe, seine Zweifel an sich selbst und die enttäuschten Hoffnungen in Bezug auf die geistigen und politischen Entwicklungen ließen ihn nur noch die dunklen Seiten des Lebens sehen und schließlich daran zerbrechen.
Am 21. Januar 1971 führte er im Lübecker Dom sein letztes Werk auf: Palinodien für gemischten Chor und Solosopran auf Texte aus dem Hohenlied Salomons und aus Hölderlins Elegie. Die Themen darin sind Liebe und Tod. Das Werk endet so:
Chor: „Stark wie der Tod ist Liebe“,
Darüber singt der Solosopran:
„Und niemand weiß.
Indessen laß mich wandeln
Und wilde Beeren pflücken
Zu löschen die Liebe zu dir
an deinen Pfaden, o Erd.“
Fünf Wochen nach dieser Uraufführung schied er freiwillig aus dem Leben.

## Der Komponist, Kirchenmusiker und Musiktheoretiker
Manfred Kluge las sehr viel. Zu seinen bevorzugten Dichtern gehörten Novalis, Hölderlin, Goethe, Ingeborg Bachmann und Giuseppe Ungaretti. Seine Kompositionen sind durchtränkt von deren Gedanken und Weltsicht, und einige enthalten zusätzlich zu den biblischen Texten, Kirchenchorälen und christlich-theologischen Inhalten auch Texte von ihnen, z. B. von Ungaretti in der Übersetzung von Ingeborg Bachmann in den Ungaretti-Liedern (1965) und Teile aus Hölderlins Elegie in den Palinodien (1970).
Für Joachim Walter zeugte sein Werk „von einer großen geistigen Tiefe“ und Thomas Tesche spricht von „der als außerordentlich zu bezeichnenden Fähigkeit Kluges, geistige Inhalte in überzeugender Weise in Töne zu kleiden.“
Während seines Studiums in Detmold begegnete Kluge der Anthroposophie und beschäftigte sich eine Zeit lang mit ihr. Später wurde ihm die Leitung der musikalischen Sektion an der Freien Hochschule für Geisteswissenschaften am Goetheanum in Dornach angetragen. Diesem Ruf folgte er jedoch nicht.
Die kirchenmusikalische Arbeit für die sonntäglichen Gottesdienste war eines der Hauptanliegen Kluges. Viele Choralvorspiele, Prae- und Postludien sowie Chorwerke sind dafür entstanden. Während der Jahre an St. Aegidien gab es neben der Kantorei einen Kinderchor, einen Singkreis für ältere Gemeindemitglieder und offene Gemeindesingstunden, um möglichst viele Menschen mit dem kirchlichen Liedgut und mit der Neuen Musik vertraut zu machen. Dazu ein Zitat, das auch für seine Konzerttätigkeit gilt:
„Wir wollen die Sache der neuen Musik mit den kirchlichen Ansprüchen verbinden, d. h. die Menschen aufrütteln, ihr musikalisches Empfinden in zukunftweisende Bahnen lenken und damit dem kirchenmusikalischen Leben neue Impulse geben.“
Daneben befasste er sich intensiv mit den Wandlungen der Musik durch die Jahrhunderte und brachte das auf interessante Weise in den Unterricht an der Musikakademie ein, studierte gründlich die Werke der Renaissance-Komponisten, z. B. Josquin Desprez, Guillaume Dufay, Johannes Ockeghem, und spielte auch viel Johann Sebastian Bach. Wichtig für Kluges Musiktheorie wurde sein Briefwechsel mit Theodor W. Adorno.
Sein Orgelspiel war sehr virtuos und feurig, dabei werkgetreu, klar strukturiert, transparent in Linienführung und Gestalt, farbig und abwechslungsreich registriert.
Das Hören musikalischer Zusammenhänge war ihm unendlich wichtig. Er lebte darin und davon. In seinen Empfehlungen zur Chorschulung schlägt er Übungen vor, um die Vielfalt der 77 Intervalle seines Triskaidekatonischen Systems (siehe unten) hörend und singend zu erfahren:
„Zweckdienlich sind die empfohlenen Übungen insofern, als sie tatsächlich eine Kenntnis ungewohnter Tonverhältnisse vermitteln, den Geist beweglicher machen und das musikalische Bewusstsein mit einem gesteigerten Vermögen ausrüsten, sich in der neueren Musik zurechtzufinden. Es kann aber auch sein, daß man beim hellhörigen Betrachten mancher Konstellationen vom fremdartigen Zauber, der sich in ihnen spiegelt, so fasziniert ist, daß man die pure Zweckdienlichkeit der Übungen darüber ganz und gar vergißt. Die Enharmonie zumal, gleichsam eine „Gunst“, gestattet Einblicke in Bezugsgefilde von kristallinischer Transparenz und zartester Färbung, fließend, kühl, keusch und mystisch...“
Kluge gehörte dem „Barsbütteler Arbeitskreis für neue Komposition“ an, den Jens Rohwer gegründet hatte und in dem Komponisten und Musiktheoretiker vieler Musikhochschulen sich zusammengeschlossen hatten. Er beschäftigte sich intensiv mit Neuer Musik, spielte Orgelwerke von Zeitgenossen in seinen Konzerten und führte ihre Chor- und Kammermusik auf. Insbesondere Igor Strawinsky und Olivier Messiaen gehörten zu den Vorbildern seines kompositorischen Schaffens, und er war ein kongenialer Interpret ihrer Werke. Messiaen suchte er mehrfach in Paris auf, besuchte seine Konzerte und Kurse. Die Orgelwerke Messiaens machte er als einer der Ersten im Nachkriegsdeutschland bekannt.
Einige Wege der Avantgardisten seiner Zeit ging Manfred Kluge nicht mit. Er empfand sie als unernst und als eine Verachtung der Hörer. Diese Auffassung vertrat er konsequent in Diskussionen, Schriften und in einem offenen Brief an Gerd Zacher. Für ihn war der geistige Gehalt eines Werkes wichtiger als die Freude am Experimentieren mit rein musikalischen Möglichkeiten.
Er entwickelte stattdessen für sich das Triskaidekatonische System (13-Ton-) System, das aus tonalen, enharmonisch-chromatischen Strukturen besteht. Er betrachtete es als Grundlage für seine Tonsprache, vor allem für die Spätwerke. Darin werden dem Grundton die Dur- und Moll-Tonleiter zugeordnet sowie vier verschiedene Intervalle aus Kirchentonarten. Das ergibt zwölf Töne, die nicht als Leiter, sondern als Kreis den zentralen Grundton gleichwertig umgeben, so dass aus den Beziehungen zwischen den Tönen ein höchst differenziertes Mandala entsteht mit siebenundsiebzig verschiedenen Intervallen. Damit lässt sich größtmögliche Flexibilität und Farbigkeit der Harmonik erreichen. Eine besondere Rolle spielt die Enharmonik, was an der Halboktave deutlich wird, die sowohl als übermäßige Quart wie auch als verminderte Quint vorkommt. Diese Vorliebe für den Tritonus ist in Kluges Werken immer neu zu hören. In der Darstellung seines Tonsystems beschreibt er „die einzigartige Möglichkeit dieses „uralten“ Intervalls, in harmonisch turbulenteren Zusammenhängen unauffällig die Maske zu wechseln und die ganze Tongesellschaft durch sein Changieren zu verblüffen, um sie zugleich mit sich in andersfarbig leuchtende Räume zu entführen, zu beseligen, zu richten ...“ Ausführlich dargestellt hat Manfred Kluge sein Triskaidekatonisches System 1969 in seinem Beitrag Siebenundsiebzig Intervalle zu der von ihm herausgegebenen Festschrift Chorerziehung und Neue Musik zum 65. Geburtstag von Kurt Thomas.
Seine Musik wird beschrieben als:
„Die Kompositionen vereinen in singulärer Weise bis hin zu 13tönigen und seriellen Mitteln strenge Konstruktivität und Linearität mit äußerster, impressionistischer Klangsinnlichkeit. Seine Rhythmik ist schwebend, scheinbar von jedem Takt gelöst. Seine Klanglichkeit ist wohl tonal gebunden, nicht aber im funktionalen Sinn, sondern im 13-Ton-Komplex, der „Triskaidekatonik“. Verpflichtung gegenüber Sprache und Ausdruck stehen im Vordergrund.“ (Johannes Günter Kraner, in: Die Musik in Geschichte und Gegenwart.)
„Er hat es verstanden, mittelalterliches Liniengefüge mit impressionistisch-untonalem, dennoch tonal klingendem Gehalt zu füllen.“ (Astrid Röhl: Von Personen. In: Der Kirchenmusiker. 22, 1971, S. 111f.)
„Es ging Kluge nicht nur um das Konstruktive in seiner Musik, sondern vor allem darum, eine wirkliche Einheit von Klang, Struktur und Ausdruck zu schaffen.“ (ohne Name: In: Website Collegium Musica Nova Lubecensis Manfred Kluge. siehe Weblinks)
„Es war ihm gegeben, das Hintergründige der Musik hörbar zu machen.“ (Herbert Breuer: In memoriam Manfred Kluge. In: Musik und Kirche 41, 1971, S. 163f.)
Kluges Werke werden weiterhin gespielt, aufgeführt und auf Audiomedien aufgenommen. Seine Jugendkompositionen vernichtete er. Erst nach 1953 entstandene Werke gab er zur Veröffentlichung frei. Sie wurden verlegt bei Breitkopf & Härtel in Wiesbaden und beim Möseler-Verlag in Wolfenbüttel.
Die Grundthemen von Manfred Kluges Leben, seinem Tod und seiner Musik sind wie zusammengefasst in seiner Einführung zum 1963 entstandenen Orgelwerk Vater unser im Himmelreich – neun Strophen für Orgel:
„Dieselbe Liedmelodie (des Lutherliedes von 1539) ist neunmal verwendet. Verfremdet bei den Rahmenstücken I (Anruf) und IX (Amen), in Verbergung zitiert bei den Innenstrophen, welche die sieben Bitten des Vaterunsers darstellen.
1. Bitte (um Klarheit) – freies Spiel rhythmisch atmender Gruppen.
2. Bitte (um Erfüllung) – Gegenmelodie, aus dem Weiten kommend.
3. Bitte (um Güte) – heftige Motive in rhythmischen Kanons, in Direktspiegelung und Verzerrung. Zweimal unterbrochen von dunkler Ruhe.
4. Bitte (ums Nährende) – über kreisender Baßreihe (Symbol gemessener Zeit) Gespinste aus farbigen Figuren, scheinbar irrational, Lichtspiele, Blütenstaub...
5. Bitte (um Freiheit) – espressivo, Kanon im Tritonus (tonales Symbol einer Zange), bedrängende Einsätze des „comes“.
6. Bitte (um Durchblick) – gehetzte 5/8-Rhythmik, ostinates Rotieren, mitgeschleifter Choral. Nein-Schrei. Wenig Balsam.
7. Bitte (um Leben, um Liebe) – Melodie gestammelt, etwas irr, lindernde Gebärden in den harmonischen Gegenschichten.“

## Schriften
- Manfred Kluge: Siebenundsiebzig Intervalle. In: Manfred Kluge (Hrsg.): Chorerziehung und Neue Musik. Für Kurt Thomas zum 65. Geburtstag. Wiesbaden 1969

## Werke
Vollständiges Werkverzeichnis in: Arndt Schnoor: Manfred Kluge (1928 – 1971). Veröffentlichungen der Stadtbibliothek Lübeck, Dritte Reihe, Bd. 2, Lübeck 1998

### Orgelwerke
- Fantasie in drei Rhythmen. Wiesbaden 1956
- Vater unser im Himmelreich – neun Strophen für Orgel. Wiesbaden 1963
- Igor Strawinsky: Symphonies of Wind Instruments. Bearbeitet für Orgel von Manfred Kluge, oO. oJ.
- Neun Choralvorspiele für Orgel, posthum erschienen, Wiesbaden 1971
- Leichte Kirchenliedsätze für die Orgel. Aus dem Nachlaß hrsg. von der Bibliothek der Hansestadt Lübeck 2005

### Chorwerke
- Johanneskonzert für Bariton-Solo, Männerchor und Orgel, Wiesbaden 1954
- Mariae Verkündigung. Biblische Szenen für Sopran- und Tenorsolo, 1stg. Chor und Orgel, Wiesbaden 1955
- Messe Maienzeit für 4–6stg. Chor, Wiesbaden 1957
- Es kommt ein Schiff geladen. Motette für 5stg. Chor und Orgel, Wiesbaden 1957
- Könige und Hirten, Motette nach Georg Britting für 4stg. Chor, Wiesbaden 1959
- De Salvatore Mundi. Kantate nach Bildern und Inschriften des Lettners in St. Aegidien Lübeck für Soli, Chor und Orchester, Wolfenbüttel 1962
- Kantate zum Gedächtnis Kennedys. Wiesbaden 1963
- Ungaretti-Lieder für 4–6stg. Chor, Wiesbaden 1965
- Palinodien. Texte nach dem Hohenlied Salomons und Bruchstücke von Hölderlins Elegie für gemischten Chor und Solosopran, Wiesbaden 1970

## Diskografie
- LP: Uwe Groß spielt Werke von Manfred Kluge an der Führer-Orgel in Cloppenburg St. Joseph. Orgeldokumente Nr. 8, Uwe Pape, Berlin 1973
- LP: Manfred Kluge, De Salvatore Mundi. Kantate für Sopran- und Tenorsolo, fünf Holzbläser, Harfe und tiefe Streicher. Chor der Musikhochschule Lübeck. Leitung: Uwe Röhl (AGK 30701)
- LP: Manfred Kluge, Vater unser im Himmelreich – Neun Strophen für Orgel. In: Vater unser im Himmelreich, Orgelkompositionen über Luthers Vater-unser-Lied von Scheidt, Buxtehude, Bach und Kluge, Thomas Rothert an der Ott-Orgel in der Erlöserkirche zu Bayreuth, Christophorus-Verlag, Freiburg im Breisgau (SCGLX 73947) o. J.
- CD: Manfred Kluge: Seid allzeit fröhlich und andere Chorwerke. In: Seid allzeit fröhlich! Chormusik aus Lübeck. Chormusik mit dem Cantus Lübeck und dem Lübecker Kammerchor. Werke von Distler, Kluge und Zillinger, Klassik Kontor Lübeck 1997
- CD: Manfred Kluge (1928–1971): Die großen Orgelwerke. Joachim Walter an den Orgeln von St. Jakobi, Lübeck 2001 (Motette CD 12861)
- CD: Manfred Kluge, Vater unser im Himmelreich – Neun Strophen für Orgel. In: Henk de Vries – Schnitger-Freytag Orgel Zuidbroek. Henk de Vries an der Schnitger-Freytag Orgel (1795) in der Petruskirche zu Zuidbroek (NL), 2009